# Schullehrer-Seminar zu Hannover
Das Schullehrer-Seminar zu Hannover, auch: Königliches Evangelisches Schullehrerseminar, war ein Mitte des 18. Jahrhunderts in Hannover gegründetes Lehrerseminar. Es ging aus einer Stiftung des Kaufmannes Ernst Christoph Böttcher hervor und war der Vorläufer der Pädagogischen Hochschule Hannover, die heute ein Teil der Gottfried Wilhelm Leibniz Universität Hannover ist.

## Geschichte

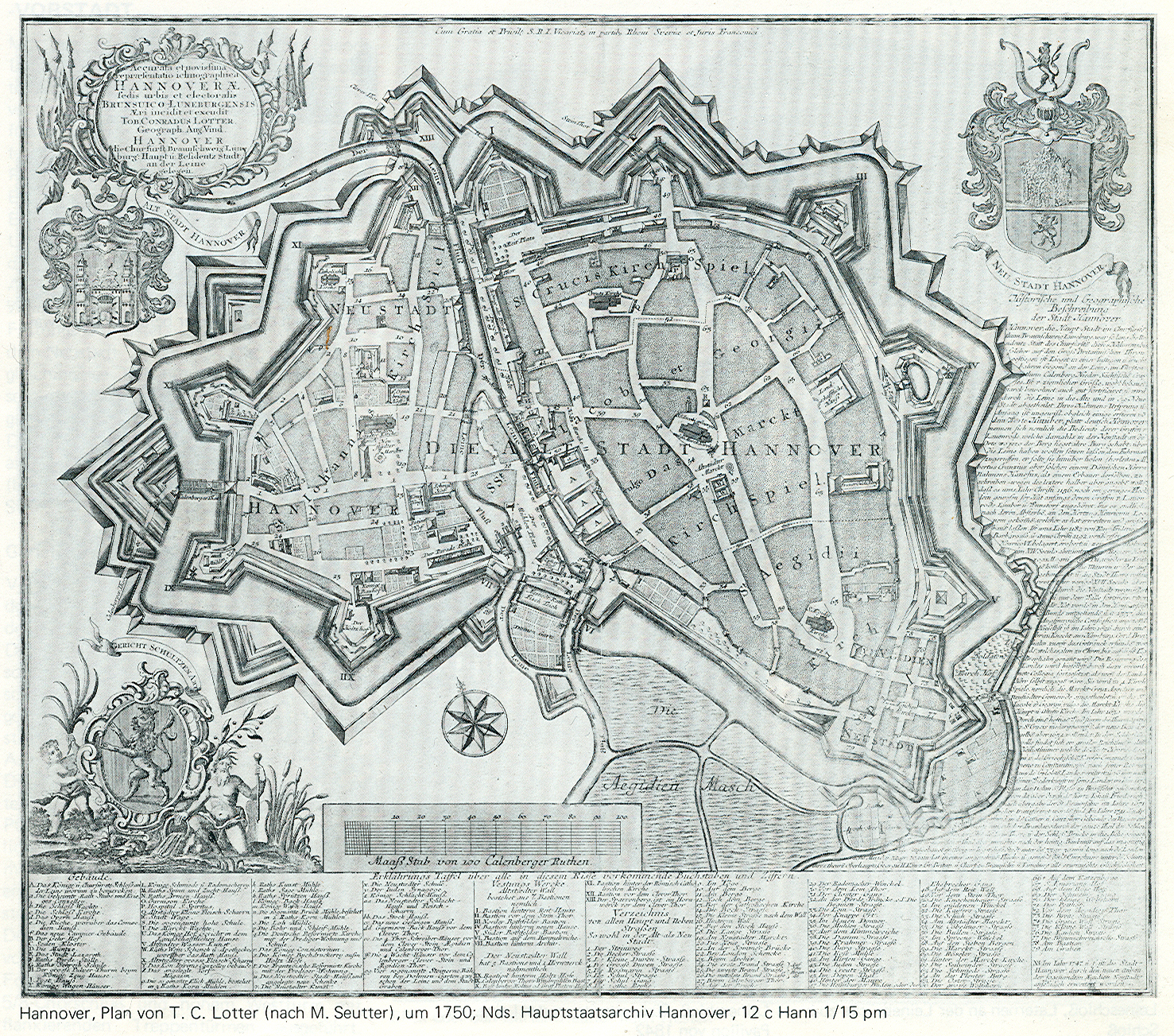
In der seinerzeit errichteten Aegidienneustadt (unten rechts auf der Karte) gründete Böttcher 1751 sein Lehrerseminar mit Freischule;
Stadtplan Hannover um 1750 von Matthäus Seutter nach Tobias Conrad Lotter

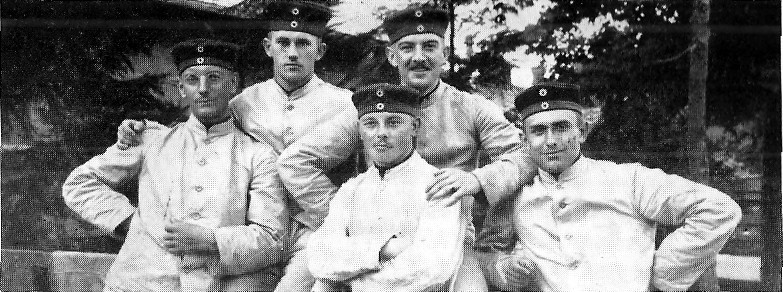
Kriegsfreiwillige Seminaristen des Reserve-Jäger-Bataillons Nr. 23

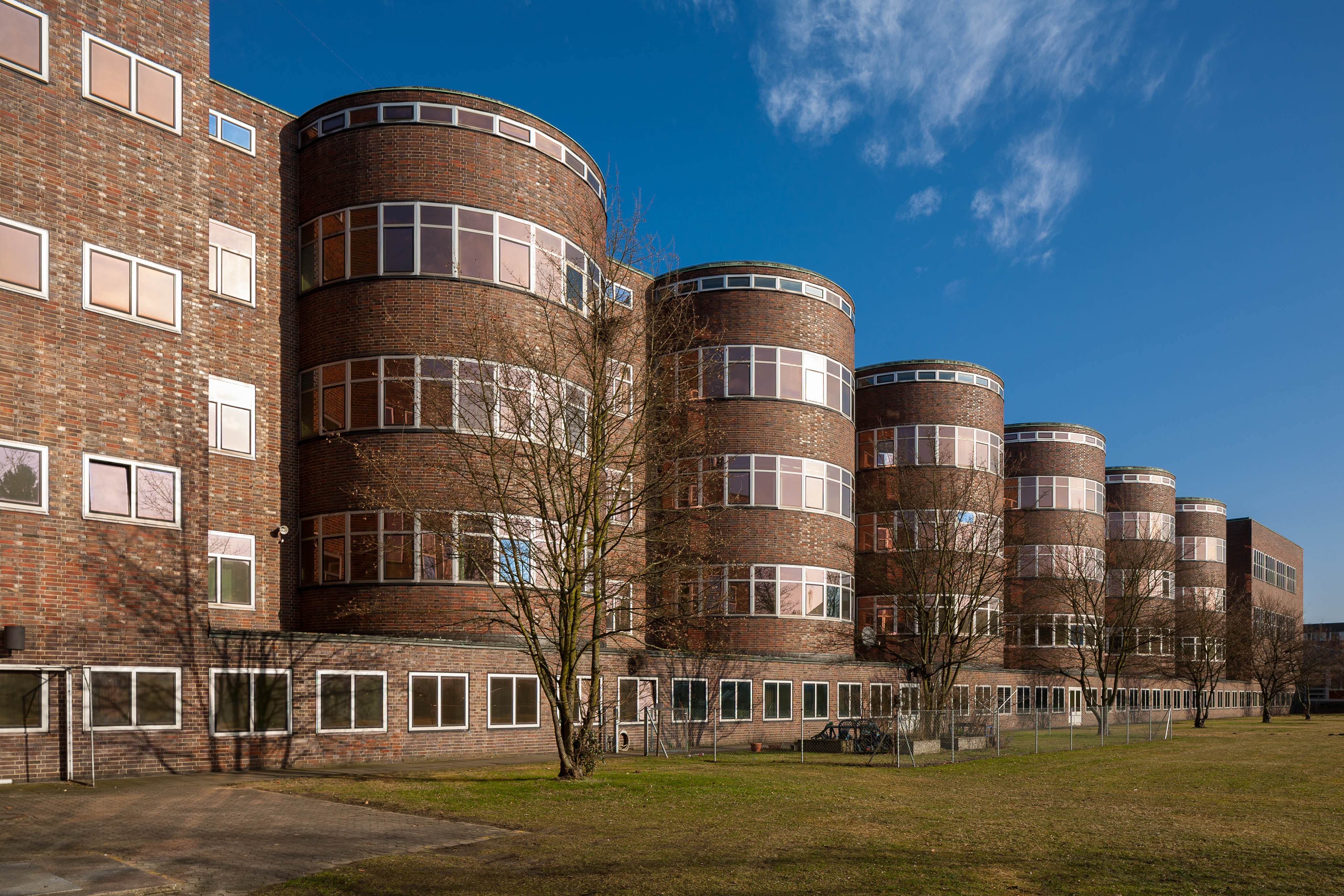
Erst 1934 konnten die pädagogischen Ausbildungen in dem durch die Architekten Franz Erich Kassbaum und Willi Palaschewski errichteten Akademiegebäudes an der Bismarckstraße in der Südstadt von Hannover wieder aufgenommen werden

Zur Zeit der Personalunion zwischen Großbritannien und Hannover und der dadurch lange „verwaisten“ Residenzstadt des Kurfürstentums Hannover stiftete der als Seidenkaufmann wohlhabend gewordene, jedoch kinderlos gebliebene Ernst Christoph Böttcher 1751 das Lehrerseminar und eine damit verbundene Freischule, „nachdem er mehrfach vergeblich versucht hatte, die Unterstützung der hannover’schen Regierung für diesen seinen Lebenszweck zu erwirken“. Als Mitbegründer der Stiftung gilt der Theologe Gabriel Wilhelm Goetten.
Standort des von Böttcher errichteten Gebäudes war die Große Aegidienstraße 15 am sogenannten „Hundemarkt“ in der Aegidienvorstadt, jener der unter Bürgermeister Christian Ulrich Grupen durch den Stadtbaumeister Ernst Braun und insbesondere den Festungsbaumeister Georg Friedrich Dinglinger geschaffenen ersten Stadterweiterung Hannovers.
Nachdem die Ausbildungsstätte für Schullehrer zur Zeit des Königreichs Hannover als „Königliches Evangelisches Schullehrerseminar“ fortgeführt worden war, wurde die Einrichtung nach der Gründung des Deutschen Kaiserreichs ab 1882 als Lehrerseminar an den Volgersweg verlegt, wo die Bildungsanstalt in den letzten drei Jahren bis 1932 als Pädagogische Akademie betrieben wurde. Das dortige Gebäude diente noch zur Zeit der Weimarer Republik bis Ostern 1932 unter dem ersten Akademie-Direktor Rudolf Münch der Ausbildung von Pädagogen, während unterdessen mit dem Bau der Pädagogischen Hochschule an der Bismarckstraße begonnen worden war. Der weiteren Arbeiten wurde jedoch aufgrund von Sparzwängen der preußischen Regierung zunächst eingestellt, das Gebäude wurde erst nach der Machtergreifung und zur Zeit des Nationalsozialismus 1934 auf Anordnung des Gauleiters Bernhard Rust fertiggestellt. Ein erneuter Lehrbetrieb wurde schließlich im Frühjahr 1935 aufgenommen.